# Книга пророка Йони

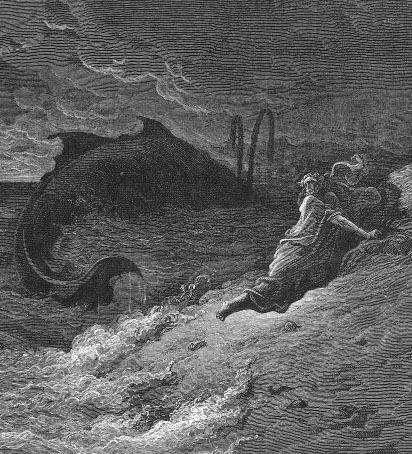
Йона та риба. Гравюра Гюстава Доре.

Книга пророка Йони — одна з найвиразніших книг, що входить до списку малих пророків Старого завіту. Одна з її ключових особливостей у тому, що вона майже не містить пророцтв, але розповідає про історію самого пророка. У книзі говориться про ревного ізраїльтянина на ім'я Йона (гебр.יוֹנָה ‏‎ — «голуб»), якого Господь призначив пророкувати до ворожого міста Ніневії, аби викрити їхню владу. Книга також особлива тим, що сам пророк Йона протягом сюжету не розуміє, як Бог може любити його ворогів. Богословський сенс цієї книги підсумовується тезою про те, що Бог любить і піклується не тільки про вибраний народ, але й про поган.

## Автор і часи написання
Пророк Йона, син Амітая згаданий у 2 Цар. 14:25, жив у часи Єровоама II (782—747 р. до н. е.). Найімовірніше він не є автором Книги. Справжній автор походить від вчених кіл, діяльність яких припадає на період після неволі (приблизно IV ст.). Приблизно в цей час і постала Книга Йони.

## Зміст Книги
На початку Книги дізнаємося, що пророк Йона отримав від Бога наказ вирушити до Ніневії — столиці Ассирійського царства — і попередити її мешканців, що коли вони не покаються у своїх гріхах, то будуть покарані. Йона, поділяючи ненависть своїх земляків до гнобителів, відмовляється виконувати цей наказ. Він відпливає на кораблі, сподіваючись у такий спосіб ухилитися від Божого мандату. Але Бог наслав сильну бурю, і моряки, довідавшись про причину Божого гніву та за порадою самого Йони, викинули його в море. Риба, яка проковтнула Йону (Йона 2:1), викинула його на сушу, і Йона знову став віч-на-віч із Божим посланням. Цього разу пророк виконав наказ Бога, закликав мешканців Ніневії до покаяння, і вони, навернувшись, уникли Божої кари. Однак Йона продовжував відчувати неприязнь до Ніневії і, не задоволений таким поворотом справи, висловлює Богу претензію з приводу його милосердя. З лагідністю і поблажливістю Творця Бог дає Йоні досвідчити, якою невластивою є його позиція. Бог дуже делікатно нагадує Йоні:  «А мені б то не жаль було Ніневії, великого міста, в якому живе понад сто двадцять тисяч душ, що не вміють розрізнити правиці від лівиці, — й худоби безліч?» (Йона 4:11).